# Lista de prefeitos de Boa Hora
Esta é a lista de prefeitos e vice-prefeitos do município de Boa Hora, estado brasileiro do Piauí.
| Nº | Nome                                                  | Partido | Vice-prefeito                                               | Início do mandato     | Fim do mandato         | Observações                                     |
| 1  | Antonio Coelho de Resende                             | PFL     |                                                             | 1º de janeiro de 1997 | 31 de dezembro de 2000 | Prefeito e vice eleitos em sufrágio universal   |
| 2  | Rejane Resende e Silva                                | PL      |                                                             | 1º de janeiro de 2001 | 31 de dezembro de 2004 | Prefeita e vice eleitos em sufrágio universal   |
| 2  | Rejane Resende e Silva                                | PL      | Raimundo Carvalho Junior (PMDB)                             | 1º de janeiro de 2005 | 31 de dezembro de 2008 | Prefeita e vice reeleitos em sufrágio universal |
| 3  | Antonio Coelho de Resende                             | DEM     | José Araújo Resende (PPS)                                   | 1º de janeiro de 2009 | 31 de dezembro de 2012 | Prefeito e vice eleitos em sufrágio universal   |
| 4  | José Araújo Resende, Zé Resende                       | PPS     | Domingos Coelho de Resende, Professor Dominguinhos (PSB)    | 1º de janeiro de 2013 | 31 de dezembro de 2016 | Prefeito e vice eleitos em sufrágio universal   |
| 5  | Francieudo do Nascimento Carvalho, Francineudo Canuto | PSD     | Francisco de Carvalho Coelho, Chiquim Senador (PMDB)        | 1º de janeiro de 2017 | 31 de dezembro de 2020 | Prefeito e vice eleitos em sufrágio universal   |
| 5  | Francieudo do Nascimento Carvalho, Francineudo Canuto | PP      | Francisco de Carvalho Coelho, Chiquim Senador (PMDB)        | 1° de janeiro de 2021 | 31 de dezembro de 2024 | Prefeito e vice reeleitos em sufrágio universal |
| 6  | Domingos Coelho de Resende, Professor Dominguinhos    | PT      | Mauricélia Sousa do Nascimento, Professora Mauricélia (PSD) | 1° de janeiro de 2025 | Atualidade             | Prefeito e vice eleitos em sufrágio universal   |